# Euphorbia dumalis
Euphorbia dumalis är en törelväxtart som beskrevs av Susan Carter. Euphorbia dumalis ingår i släktet törlar, och familjen törelväxter.
Artens utbredningsområde är Etiopien. Inga underarter finns listade i Catalogue of Life.